# Draft NFL 2022
Il Draft NFL 2022 è stata l'87ª edizione delle selezioni dei migliori giocatori provenienti dal college da parte delle franchigie della National Football League. L'evento ha avuto luogo dal 28 al 30 aprile 2022 a Las Vegas, Nevada. La prima scelta assoluta era detenuta per il secondo anno consecutivo dai Jacksonville Jaguars, che hanno scelto il defensive end dei Georgia Bulldogs Travon Walker.
Le prime cinque scelte assolute sono state difensori: solo nel 1991 se ne sono avute di più, con sei. Nel primo giro sono stati scelti cinque difensori provenienti dai Georgia Bulldogs, record per una singola squadra di college.
Inoltre, sempre nel primo giro sono stati segnati anche i record di numero di scambi di scelte tra le franchigie, ossia nove, e di wide receiver selezionati nelle prime venti scelte, ossia sei.

## Scelte
Legenda scelte
| * | scelte compensatorie             |
| + | scelte compensatorie addizionali |

| C  | Centro            |    | CB               | Cornerback |                  | DB | Defensive back    |  | DE | Defensive end |
| DL | Defensive lineman | DT | Defensive tackle | FB         | Fullback         | FS | Free safety       |  |    |               |
| G  | Guardia           | HB | Halfback         | K          | Placekicker      | KR | Kick returner     |  |    |               |
| LB | Linebacker        | LS | Long snapper     | OT         | Offensive tackle | OL | Offensive lineman |  |    |               |
| NT | Nose tackle       | P  | Punter           | PR         | Punt returner    | QB | Quarterback       |  |    |               |
| RB | Running back      | S  | Safety           | SS         | Strong safety    | TB | Tailback          |  |    |               |
| TE | Tight end         | WR | Wide receiver    |            |                  |    |                   |  |    |               |

|  | = Pro Bowler |

|  | Giro | Scelta | Squadra               | Giocatore            | Ruolo              | College                  | Conf.              | Note                                                                            |
|  | ---- | ------ | --------------------- | -------------------- | ------------------ | ------------------------ | ------------------ | ------------------------------------------------------------------------------- |
|  | 1    | 1      | Jacksonville Jaguars  | Travon Walker        | DE                 | Georgia                  | SEC                |                                                                                 |
|  | 1    | 2      | Detroit Lions         | Aidan Hutchinson     | DE                 | Michigan                 | Big Ten            |                                                                                 |
|  | 1    | 3      | Houston Texans        | Derek Stingley Jr.   | CB                 | LSU                      | SEC                |                                                                                 |
|  | 1    | 4      | New York Jets         | Sauce Gardner        | CB                 | Cincinnati               | AAC                |                                                                                 |
|  | 1    | 5      | New York Giants       | Kayvon Thibodeaux    | DE                 | Oregon                   | Pac-12             |                                                                                 |
|  | 1    | 6      | Carolina Panthers     | Ickey Ekwonu         | OT                 | NC State                 | ACC                |                                                                                 |
|  | 1    | 7      | New York Giants       | Evan Neal            | OT                 | Alabama                  | SEC                | da Chicago                                                                      |
|  | 1    | 8      | Atlanta Falcons       | Drake London         | WR                 | USC                      | Pac-12             |                                                                                 |
|  | 1    | 9      | Seattle Seahawks      | Charles Cross        | OT                 | Mississippi State        | SEC                | da Denver                                                                       |
|  | 1    | 10     | New York Jets         | Garrett Wilson       | WR                 | Ohio State               | Big Ten            | da Seattle                                                                      |
|  | 1    | 11     | New Orleans Saints    | Chris Olave          | WR                 | Ohio State               | Big Ten            | da Washington                                                                   |
|  | 1    | 12     | Detroit Lions         | Jameson Williams     | WR                 | Alabama                  | SEC                | da Minnesota                                                                    |
|  | 1    | 13     | Philadelphia Eagles   | Jordan Davis         | DT                 | Georgia                  | SEC                | da Houston                                                                      |
|  | 1    | 14     | Baltimore Ravens      | Kyle Hamilton        | S                  | Notre Dame               | Ind. (FBS)         |                                                                                 |
|  | 1    | 15     | Houston Texans        | Kenyon Green         | G                  | Texas A&M                | SEC                | da Philadelphia                                                                 |
|  | 1    | 16     | Washington Commanders | Jahan Dotson         | WR                 | Penn State               | Big Ten            | da New Orleans Saints                                                           |
|  | 1    | 17     | Los Angeles Chargers  | Zion Johnson         | G                  | Boston College           | ACC                |                                                                                 |
|  | 1    | 18     | Tennessee Titans      | Treylon Burks        | WR                 | Arkansas                 | SEC                | da Philadelphia                                                                 |
|  | 1    | 19     | New Orleans Saints    | Trevor Penning       | OT                 | Northern Iowa            | MVFC               |                                                                                 |
|  | 1    | 20     | Pittsburgh Steelers   | Kenny Pickett        | QB                 | Pittsburgh               | ACC                |                                                                                 |
|  | 1    | 21     | Kansas City Chiefs    | Trent McDuffie       | CB                 | Washington               | Pac-12             | da New England                                                                  |
|  | 1    | 22     | Green Bay Packers     | Quay Walker          | LB                 | Georgia                  | SEC                | da Las Vegas                                                                    |
|  | 1    | 23     | Buffalo Bills         | Kaiir Elam           | CB                 | Florida                  | SEC                | da Baltimore                                                                    |
|  | 1    | 24     | Dallas Cowboys        | Tyler Smith          | OT                 | Tulsa                    | AAC                |                                                                                 |
|  | 1    | 25     | Baltimore Ravens      | Tyler Linderbaum     | C                  | Iowa                     | Big Ten            | da Buffalo                                                                      |
|  | 1    | 26     | New York Jets         | Jermaine Johnson II  | DE                 | Florida State            | ACC                | da Tennessee                                                                    |
|  | 1    | 27     | Jacksonville Jaguars  | Devin Lloyd          | LB                 | Utah                     | Pac-12             | da Tampa Bay                                                                    |
|  | 1    | 28     | Green Bay Packers     | Devonte Wyatt        | DT                 | Georgia                  | SEC                |                                                                                 |
|  | 1    | 29     | New England Patriots  | Cole Strange         | G                  | Chattanooga              | SoCon              | da Kansas City                                                                  |
|  | 1    | 30     | Kansas City Chiefs    | George Karlaftis     | DE                 | Purdue                   | Big Ten            |                                                                                 |
|  | 1    | 31     | Cincinnati Bengals    | Daxton Hill          | S                  | Michigan                 | Big Ten            |                                                                                 |
|  | 1    | 32     | Minnesota Vikings     | Lewis Cine           | S                  | Georgia                  | SEC                | da Detroit                                                                      |
|  | 2    | 33     | Tampa Bay Buccaneers  | Logan Hall           | DE                 | Houston                  | AAC                | da Jacksonville                                                                 |
|  | 2    | 34     | Green Bay Packers     | Christian Watson     | WR                 | North Dakota State       | MVFC               | da Detroit via Minnesota                                                        |
|  | 2    | 35     | Tennessee Titans      | Roger McCreary       | CB                 | Auburn                   | SEC                | da New York Jets                                                                |
|  | 2    | 36     | New York Jets         | Breece Hall          | RB                 | Iowa State               | Big 12             | da New York Giants                                                              |
|  | 2    | 37     | Houston Texans        | Jalen Pitre          | S                  | Baylor                   | Big 12             |                                                                                 |
|  | 2    | 38     | Atlanta Falcons       | Arnold Ebiketie      | LB                 | Penn State               | Big Ten            | da Carolina via New York Jets e New York Giants                                 |
|  | 2    | 39     | Chicago Bears         | Kyler Gordon         | CB                 | Washington               | Pac-12             |                                                                                 |
|  | 2    | 40     | Seattle Seahawks      | Boye Mafe            | DE                 | Minnesota                | Big Ten            | da Denver                                                                       |
|  | 2    | 41     | Seattle Seahawks      | Kenneth Walker III   | RB                 | Michigan State           | Big Ten            | Vincitore del Walter Camp Award 2021 Vincitore del Doak Walker Award 2021       |
|  | 2    | 42     | Minnesota Vikings     | Andrew Booth Jr.     | CB                 | Clemson                  | ACC                | da Washington via Indianapolis                                                  |
|  | 2    | 43     | New York Giants       | Wan'Dale Robinson    | WR                 | Kentucky                 | SEC                | da Atlanta                                                                      |
|  | 2    | 44     | Houston Texans        | John Metchie III     | WR                 | Alabama                  | SEC                | da Cleveland Vincitore del Jon Cornish Trophy 2020 e 2021                       |
|  | 2    | 45     | Baltimore Ravens      | David Ojabo          | LB                 | Michigan                 | Big Ten            |                                                                                 |
|  | 2    | 46     | Detroit Lions         | Josh Paschal         | DE                 | Kentucky                 | SEC                | da Minnesota                                                                    |
|  | 2    | 47     | Washington Commanders | Phidarian Mathis     | DT                 | Alabama                  | SEC                | da Indianapolis                                                                 |
|  | 2    | 48     | Chicago Bears         | Jaquan Brisker       | S                  | Penn State               | Big Ten            | da L.A. Chargers                                                                |
|  | 2    | 49     | New Orleans Saints    | Alontae Taylor       | CB                 | Tennessee                | SEC                |                                                                                 |
|  | 2    | 50     | New England Patriots  | Tyquan Thornton      | WR                 | Baylor                   | Big 12             | da Miami via Kansas City                                                        |
|  | 2    | 51     | Philadelphia Eagles   | Cam Jurgens          | C                  | Nebraska                 | Big Ten            |                                                                                 |
|  | 2    | 52     | Pittsburgh Steelers   | George Pickens       | WR                 | Georgia                  | SEC                |                                                                                 |
|  | 2    | 53     | Indianapolis Colts    | Alec Pierce          | WR                 | Cincinnati               | AAC                | da Las Vegas via Green Bay e Minnesota                                          |
|  | 2    | 54     | Kansas City Chiefs    | Skyy Moore           | WR                 | Western Michigan         | MAC                | da New England                                                                  |
|  | 2    | 55     | Arizona Cardinals     | Trey McBride         | TE                 | Colorado State           | MW                 | Vincitore del John Mackey Award 2021                                            |
|  | 2    | 56     | Dallas Cowboys        | Sam Williams         | DE                 | Ole Miss                 | SEC                |                                                                                 |
|  | 2    | 57     | Tampa Bay Buccaneers  | Luke Goedeke         | OT                 | Central Michigan         | MAC                | da Buffalo                                                                      |
|  | 2    | 58     | Atlanta Falcons       | Troy Andersen        | LB                 | Montana State            | Big Sky            | da Tennessee                                                                    |
|  | 2    | 59     | Minnesota Vikings     | Ed Ingram            | G                  | LSU                      | SEC                | da Green Bay                                                                    |
|  | 2    | 60     | Cincinnati Bengals    | Cam Taylor-Britt     | CB                 | Nebraska                 | Big Ten            | da Tampa Bay via Buffalo                                                        |
|  | 2    | 61     | San Francisco 49ers   | Drake Jackson        | DE                 | USC                      | Pac-12             |                                                                                 |
|  | 2    | 62     | Kansas City Chiefs    | Bryan Cook           | S                  | Cincinnati               | AAC                |                                                                                 |
|  | 2    | 63     | Buffalo Bills         | James Cook           | RB                 | Georgia                  | SEC                | da Cincinnati                                                                   |
|  | 2    | 64     | Denver Broncos        | Nik Bonitto          | LB                 | Oklahoma                 | Big 12             | da L.A. Rams                                                                    |
|  | 3    | 65     | Jacksonville Jaguars  | Luke Fortner         | C                  | Kentucky                 | SEC                |                                                                                 |
|  | 3    | 66     | Minnesota Vikings     | Brian Asamoah        | LB                 | Oklahoma                 | Big 12             | da Detroit                                                                      |
|  | 3    | 67     | New York Giants       | Joshua Ezeudu        | G                  | North Carolina           | ACC                |                                                                                 |
|  | 3    | 68     | Cleveland Browns      | Martin Emerson       | CB                 | Mississippi State        | SEC                | da Houston                                                                      |
|  | 3    | 69     | Tennessee Titans      | Nicholas Petit-Frere | OT                 | Ohio State               | Big Ten            | da New York Jets                                                                |
|  | 3    | 70     | Jacksonville Jaguars  | Chad Muma            | LB                 | Wyoming                  | MW                 | da Carolina                                                                     |
|  | 3    | 71     | Chicago Bears         | Velus Jones Jr.      | WR                 | Tennessee                | SEC                |                                                                                 |
|  | 3    | 72     | Seattle Seahawks      | Abraham Lucas        | OT                 | Washington State         | Pac-12             |                                                                                 |
|  | 3    | 73     | Indianapolis Colts    | Jelani Woods         | TE                 | Virginia                 | ACC                | da Washington                                                                   |
|  | 3    | 74     | Atlanta Falcons       | Desmond Ridder       | QB                 | Cincinnati               | AAC                |                                                                                 |
|  | 3    | 75     | Houston Texans        | Christian Harris     | LB                 | Alabama                  | SEC                | da Denver                                                                       |
|  | 3    | 76     | Baltimore Ravens      | Travis Jones         | NT                 | UConn                    | Ind. (FBS)         |                                                                                 |
|  | 3    | 77     | Indianapolis Colts    | Bernhard Raimann     | OT                 | Central Michigan         | MAC                | da Minnesota                                                                    |
|  | 3    | 78     | Cleveland Browns      | Alex Wright          | DE                 | UAB                      | C-USA              |                                                                                 |
|  | 3    | 79     | Los Angeles Chargers  | JT Woods             | S                  | Baylor                   | Big 12             |                                                                                 |
|  | 3    | 80     | Denver Broncos        | Greg Dulcich         | TE                 | UCLA                     | Pac-12             | da New Orleans via Houston                                                      |
|  | 3    | 81     | New York Giants       | Cordale Flott        | CB                 | LSU                      | SEC                | da Miami                                                                        |
|  | 3    | 82     | Atlanta Falcons       | DeAngelo Malone      | LB                 | Western Kentucky         | C-USA              | da Indianapolis                                                                 |
|  | 3    | 83     | Philadelphia Eagles   | Nakobe Dean          | LB                 | Georgia                  | SEC                | Vincitore del Butkus Award 2021                                                 |
|  | 3    | 84     | Pittsburgh Steelers   | DeMarvin Leal        | DE                 | Texas A&M                | SEC                |                                                                                 |
|  | 3    | 85     | New England Patriots  | Marcus Jones         | CB                 | Houston                  | AAC                | Vincitore del Jet Award 2021 Vincitore del Paul Hornung Award 2021              |
|  | 3    | 86     | Tennessee Titans      | Malik Willis         | QB                 | Liberty                  | Ind. (FBS)         | da Las Vegas                                                                    |
|  | 3    | 87     | Arizona Cardinals     | Cameron Thomas       | DE                 | San Diego State          | MW                 |                                                                                 |
|  | 3    | 88     | Dallas Cowboys        | Jalen Tolbert        | WR                 | South Alabama            | SBC                |                                                                                 |
|  | 3    | 89     | Buffalo Bills         | Terrel Bernard       | LB                 | Baylor                   | Big 12             |                                                                                 |
|  | 3    | 90     | Las Vegas Raiders     | Dylan Parham         | G                  | Memphis                  | AAC                | da Tennessee                                                                    |
|  | 3    | 91     | Tampa Bay Buccaneers  | Rachaad White        | RB                 | Arizona State            | Pac-12             |                                                                                 |
|  | 3    | 92     | Green Bay Packers     | Sean Rhyan           | OT                 | UCLA                     | Pac-12             |                                                                                 |
|  | 3    | 93     | San Francisco 49ers   | Tyrion Davis-Price   | RB                 | LSU                      | SEC                |                                                                                 |
|  | 3    | 94     | Carolina Panthers     | Matt Corral          | QB                 | Ole Miss                 | SEC                | da Kansas City via New England                                                  |
|  | 3    | 95     | Cincinnati Bengals    | Zachary Carter       | DT                 | Florida                  | SEC                |                                                                                 |
|  | 3    | 96     | Indianapolis Colts    | Nick Cross           | S                  | Maryland                 | Big Ten            | da L.A. Rams via Denver                                                         |
|  | 3*   | 97     | Detroit Lions         | Kerby Joseph         | S                  | Illinois                 | Big Ten            |                                                                                 |
|  | 3*   | 98     | Washington Commanders | Brian Robinson Jr.   | RB                 | Alabama                  | SEC                | da New Orleans                                                                  |
|  | 3x   | 99     | Cleveland Browns      | David Bell           | WR                 | Purdue                   | Big Ten            | Risoluzione JC-2A 2020 - scelta [a]                                             |
|  | 3x   | 100    | Arizona Cardinals     | Myjai Sanders        | DE                 | Cincinnati               | AAC                | Risoluzione JC-2A 2020 - scelta [b] da Baltimore                                |
|  | 3x   | 101    | New York Jets         | Jeremy Ruckert       | TE                 | Ohio State               | Big Ten            | Risoluzione JC-2A 2020 - scelta [c] da New Orleans via Philadelphia e Tennessee |
|  | 3x   | 102    | Miami Dolphins        | Channing Tindall     | LB                 | Georgia                  | SEC                | Risoluzione JC-2A 2020 - scelta [d] da San Francisco                            |
|  | 3x   | 103    | Kansas City Chiefs    | Leo Chenal           | LB                 | Wisconsin                | Big Ten            | Risoluzione JC-2A 2020 - scelta [e]                                             |
|  | 3x   | 104    | Los Angeles Rams      | Logan Bruss          | G                  | Wisconsin                | Big Ten            | Risoluzione JC-2A 2020 - scelta [f]                                             |
|  | 3x   | 105    | San Francisco 49ers   | Danny Gray           | WR                 | SMU                      | AAC                | Risoluzione JC-2A 2020 - scelta [g]                                             |
|  | 4    | 106    | Tampa Bay Buccaneers  | Cade Otton           | TE                 | Washington               | Pac-12             | da Jacksonville                                                                 |
|  | 4    | 107    | Houston Texans        | Dameon Pierce        | RB                 | Florida                  | SEC                | da Detroit via Cleveland                                                        |
|  | 4    | 108    | Cleveland Browns      | Perrion Winfrey      | DT                 | Oklahoma                 | Big 12             | da Houston                                                                      |
|  | 4    | 109    | Seattle Seahawks      | Coby Bryant          | CB                 | Cincinnati               | AAC                | da N.Y. Jets                                                                    |
|  | 4    | 110    | Baltimore Ravens      | Daniel Faalele       | OT                 | Minnesota                | Big Ten            | da N.Y. Giants                                                                  |
|  | 4    | 111    | New York Jets         | Max Mitchell         | OT                 | Louisiana                | SBC                | da Carolina                                                                     |
|  | 4    | 112    | New York Giants       | Daniel Bellinger     | TE                 | San Diego State          | MW                 | da Chicago                                                                      |
|  | 4    | 113    | Washington Commanders | Percy Butler         | S                  | Louisiana                | SBC                |                                                                                 |
|  | 4    | 114    | New York Giants       | Dane Belton          | S                  | Iowa                     | Big Ten            | da Atlanta                                                                      |
|  | 4    | 115    | Denver Broncos        | Damarri Mathis       | CB                 | Pittsburgh               | ACC                |                                                                                 |
|  | 4    | 116    | Denver Broncos        | Eyioma Uwazurike     | DT                 | Iowa State               | Big 12             | da Seattle                                                                      |
|  | 4    | 117    | New York Jets         | Micheal Clemons      | DE                 | Texas A&M                | SEC                | da Minnesota                                                                    |
|  | 4    | 118    | Minnesota Vikings     | Akayleb Evans        | CB                 | Missouri                 | SEC                | da Cleveland                                                                    |
|  | 4    | 119    | Baltimore Ravens      | Jalyn Armour-Davis   | CB                 | Alabama                  | SEC                |                                                                                 |
|  | 4    | 120    | Carolina Panthers     | Brandon Smith        | LB                 | Penn State               | Big Ten            | da New Orleans via Washington                                                   |
|  | 4    | 121    | New England Patriots  | Jack Jones           | DB                 | Arizona State            | Pac-12             | da Miami via Kansas City                                                        |
|  | 4    | 122    | Las Vegas Raiders     | Zamir White          | RB                 | Georgia                  | SEC                | da Indianapolis via Minnesota                                                   |
|  | 4    | 123    | Los Angeles Chargers  | Isaiah Spiller       | RB                 | Texas A&M                | SEC                |                                                                                 |
|  | 4    | 124    | Cleveland Browns      | Cade York            | K                  | LSU                      | SEC                | da Philadelphia via Houston                                                     |
|  | 4    | 125    | Miami Dolphins        | Erik Ezukanma        | WR                 | Texas Tech               | Big 12             | da Pittsburgh                                                                   |
|  | 4    | 126    | Las Vegas Raiders     | Neil Farrell Jr.     | DT                 | LSU                      | SEC                | da Las Vegas via Minnesota                                                      |
|  | 4    | 127    | New England Patriots  | Pierre Strong Jr.    | RB                 | South Dakota State       | MVFC               |                                                                                 |
|  | 4    | 128    | Baltimore Ravens      | Charlie Kolar        | TE                 | Iowa State               | Big 12             | da Arizona                                                                      |
|  | 4    | 129    | Dallas Cowboys        | Jake Ferguson        | TE                 | Wisconsin                | Big Ten            |                                                                                 |
|  | 4    | 130    | Baltimore Ravens      | Jordan Stout         | P                  | Penn State               | Big Ten            | da Buffalo                                                                      |
|  | 4    | 131    | Tennessee Titans      | Hassan Haskins       | RB                 | Michigan                 | Big Ten            |                                                                                 |
|  | 4    | 132    | Green Bay Packers     | Romeo Doubs          | WR                 | Nevada                   | MW                 |                                                                                 |
|  | 4    | 133    | Tampa Bay Buccaneers  | Jake Camarda         | P                  | Georgia                  | SEC                |                                                                                 |
|  | 4    | 134    | San Francisco 49ers   | Spencer Burford      | OT                 | UTSA                     | C-USA              |                                                                                 |
|  | 4    | 135    | Kansas City Chiefs    | Joshua Williams      | CB                 | Fayetteville State       | CIAA               |                                                                                 |
|  | 4    | 136    | Cincinnati Bengals    | Cordell Volson       | OT                 | North Dakota State       | MVFC               |                                                                                 |
|  | 4    | 137    | New England Patriots  | Bailey Zappe         | QB                 | Western Kentucky         | C-USA              | da L.A. Rams via Houston e Carolina                                             |
|  | 4*   | 138    | Pittsburgh Steelers   | Calvin Austin        | WR                 | Memphis                  | AAC                |                                                                                 |
|  | 4*   | 139    | Baltimore Ravens      | Isaiah Likely        | TE                 | Coastal Carolina         | SBC                |                                                                                 |
|  | 4*   | 140    | Green Bay Packers     | Zach Tom             | G                  | Wake Forest              | ACC                |                                                                                 |
|  | 4*   | 141    | Baltimore Ravens      | Damarion Williams    | CB                 | Houston                  | AAC                |                                                                                 |
|  | 4*   | 142    | Los Angeles Rams      | Cobie Durant         | CB                 | South Carolina State     | MEAC               |                                                                                 |
|  | 4*   | 143    | Tennessee Titans      | Chigoziem Okonkwo    | TE                 | Maryland                 | Big Ten            |                                                                                 |
|  | 5    | 144    | Washington Commanders | Sam Howell           | QB                 | North Carolina           | ACC                | da Jacksonville                                                                 |
|  | 5    | 145    | Kansas City Chiefs    | Darian Kinnard       | OT                 | Kentucky                 | SEC                | da Detroit via Denver e Seattle                                                 |
|  | 5    | 146    | New York Giants       | Micah McFadden       | LB                 | Indiana                  | Big Ten            | da New York Jets                                                                |
|  | 5    | 147    | New York Giants       | D.J. Davidson        | DT                 | Arizona State            | Pac-12             |                                                                                 |
|  | 5    | 148    | Buffalo Bills         | Khalil Shakir        | WR                 | Boise State              | MW                 | da Houston via Chicago                                                          |
|  | 5    | 149    | Washington Commanders | Cole Turner          | TE                 | Nevada                   | MW                 |                                                                                 |
|  | 5    | 150    | Houston Texans        | Thomas Booker        | DT                 | Stanford                 | Pac-12             |                                                                                 |
|  | 5    | 151    | Atlanta Falcons       | Tyler Allgeier       | RB                 | BYU                      | Ind. (FBS)         |                                                                                 |
|  | 5    | 152    | Denver Broncos        | Delarrin Turner-Yell | S                  | Oklahoma                 | Big 12             |                                                                                 |
|  | 5    | 153    | Seattle Seahawks      | Tariq Woolen         | CB                 | UTSA                     | C-USA              |                                                                                 |
|  | 5    | 154    | Jacksonville Jaguars  | Snoop Conner         | RB                 | Ole Miss                 | SEC                | da Washington via Philadelphia                                                  |
|  | 5    | 155    | Dallas Cowboys        | Matt Waletzko        | OT                 | North Dakota             | MVFC               | da Cleveland                                                                    |
|  | 5    | 156    | Cleveland Browns      | Jerome Ford          | RB                 | Cincinnati               | AAC                | da Baltimore                                                                    |
|  | 5    | 157    | Tampa Bay Buccaneers  | Zyon McCollum        | CB                 | Sam Houston State        | WAC                | da Minnesota via Jacksonville                                                   |
|  | 5    | 158    | Seattle Seahawks      | Tyreke Smith         | DE                 | Ohio State               | Big Ten            | da Miami via New England                                                        |
|  | 5    | 159    | Indianapolis Colts    | Eric Johnson         | DT                 | Missouri State           | MVFC               |                                                                                 |
|  | 5    | 160    | Los Angeles Chargers  | Otito Ogbonnia       | DT                 | UCLA                     | Pac-12             |                                                                                 |
|  | 5    | 161    | New Orleans Saints    | D'Marco Jackson      | LB                 | Appalachian State        | SBC                |                                                                                 |
|  | 5    | 162    | Denver Broncos        | Montrell Washington  | WR                 | Samford                  | SoCon              | da Philadelphia                                                                 |
|  | 5    | 163    | Tennessee Titans      | Kyle Philips         | WR                 | UCLA                     | Pac-12             | da Pittsburgh via N.Y. Jets                                                     |
|  | 5    | 164    | Los Angeles Rams      | Kyren Williams       | RB                 | Notre Dame               | Ind. (FBS)         | da New England via Las Vegas                                                    |
|  | 5    | 165    | Minnesota Vikings     | Esezi Otomewo        | DE                 | Minnesota                | Big Ten            | da Las Vegas                                                                    |
|  | 5    | 166    | Cincinnati Bengals    | Tycen Anderson       | S                  | Toledo                   | MAC                | da Arizona via Philadelphia, Houston e Chicago                                  |
|  | 5    | 167    | Dallas Cowboys        | DaRon Bland          | CB                 | Fresno State             | MW                 |                                                                                 |
|  | 5    | 168    | Chicago Bears         | Braxton Jones        | OT                 | Southern Utah            | Big Sky            | da Buffalo                                                                      |
|  | 5    | 169    | Minnesota Vikings     | Ty Chandler          | RB                 | North Carolina           | ACC                | da Tennessee via Las Vegas                                                      |
|  | 5    | 170    | Houston Texans        | Teagan Quitoriano    | TE                 | Oregon State             | Pac-12             | da Tampa Bay via New England                                                    |
|  | 5    | 171    | Denver Broncos        | Luke Wattenberg      | C                  | Washington               | Pac-12             | da Green Bay                                                                    |
|  | 5    | 172    | San Francisco 49ers   | Samuel Womack        | CB                 | Toledo                   | MAC                |                                                                                 |
|  | 5    | 173    | New York Giants       | Marcus McKethan      | G                  | North Carolina           | ACC                | da Kansas City via Baltimore                                                    |
|  | 5    | 174    | Chicago Bears         | Dominique Robinson   | DE                 | Miami (OH)               | MAC                | da Cincinnati                                                                   |
|  | 5    | 175    | Las Vegas Raiders     | Matthew Butler       | DT                 | Tennessee                | SEC                | da L.A. Rams                                                                    |
|  | 5*   | 176    | Dallas Cowboys        | Damone Clark         | LB                 | LSU                      | SEC                |                                                                                 |
|  | 5*   | 177    | Detroit Lions         | James Mitchell       | TE                 | Virginia Tech            | ACC                |                                                                                 |
|  | 5*   | 178    | Dallas Cowboys        | John Ridgeway        | DT                 | Arkansas                 | SEC                |                                                                                 |
|  | 5*   | 179    | Green Bay Packers     | Kingsley Enagbare    | DE                 | South Carolina           | SEC                | da Indianapolis via Denver                                                      |
|  | 6    | 180    | Buffalo Bills         | Matt Araiza          | P                  | San Diego State          | MW                 | da Jacksonville via Tampa Bay                                                   |
|  | 6    | 181    | Philadelphia Eagles   | Kyron Johnson        | LB                 | Kansas                   | Big 12             | da Detroit                                                                      |
|  | 6    | 182    | New York Giants       | Darrian Beavers      | LB                 | Cincinnati               | AAC                |                                                                                 |
|  | 6    | 183    | New England Patriots  | Kevin Harris         | RB                 | South Carolina           | SEC                | da Houston                                                                      |
|  | 6    | 184    | Minnesota Vikings     | Vederian Lowe        | OT                 | Illinois                 | Big Ten            | da N.Y. Jets                                                                    |
|  | 6    | 185    | Buffalo Bills         | Christian Benford    | CB                 | Villanova                | CAA                | da Carolina                                                                     |
|  | 6    | 186    | Chicago Bears         | Zachary Thomas       | OT                 | San Diego State          | MW                 |                                                                                 |
|  | 6    | 187    | San Francisco 49ers   | Nick Zakelj          | OT                 | Fordham                  | Patriot            | da Denver                                                                       |
|  | 6    | 188    | Detroit Lions         | Malcolm Rodriguez    | LB                 | Oklahoma State           | Big 12             | da Seattle via Jacksonville e Philadelphia                                      |
|  | 6    | 189    | Carolina Panthers     | Amaré Barno          | LB                 | Virginia Tech            | ACC                |                                                                                 |
|  | 6    | 190    | Atlanta Falcons       | Justin Shaffer       | G                  | Georgia                  | SEC                |                                                                                 |
|  | 6    | 191    | Minnesota Vikings     | Jalen Nailor         | WR                 | Michigan State           | Big Ten            | da Baltimore via Kansas City                                                    |
|  | 6    | 192    | Indianapolis Colts    | Andrew Ogletree      | TE                 | Youngstown State         | MVFC               | da Minnesota                                                                    |
|  | 6    | 193    | Dallas Cowboys        | Devin Harper         | LB                 | Oklahoma State           | Big 12             | da Cleveland                                                                    |
|  | 6    | 194    | New Orleans Saints    | Jordan Jackson       | DT                 | Air Force                | MW                 | da Indianapolis via Philadelphia                                                |
|  | 6    | 195    | Los Angeles Chargers  | Jamaree Salyer       | G                  | Georgia                  | SEC                |                                                                                 |
|  | 6    | –      | New Orleans Saints    | Selezione revocata   | Selezione revocata | Selezione revocata       | Selezione revocata | Selezione revocata                                                              |
|  | 6    | 196    | Baltimore Ravens      | Tyler Badie          | RB                 | Missouri                 | SEC                | da Miami                                                                        |
|  | 6    | 197    | Jacksonville Jaguars  | Gregory Junior       | CB                 | Ouachita Baptist         | GAC                | da Philadelphia                                                                 |
|  | 6    | 198    | Philadelphia Eagles   | Grant Calcaterra     | TE                 | SMU                      | AAC                | da Pittsburgh via Jacksonville                                                  |
|  | 6    | 199    | Carolina Panthers     | Cade Mays            | G                  | Tennessee                | SEC                | da Las Vegas                                                                    |
|  | 6    | 200    | New England Patriots  | Sam Roberts          | DE                 | Northwest Missouri State | MIAA               |                                                                                 |
|  | 6    | 201    | Arizona Cardinals     | Keaontay Ingram      | RB                 | USC                      | Pac-12             |                                                                                 |
|  | 6    | 202    | Cleveland Browns      | Michael Woods II     | WR                 | Oklahoma                 | Big 12             | da Dallas                                                                       |
|  | 6    | 203    | Chicago Bears         | Trestan Ebner        | RB                 | Baylor                   | Big 12             | da Buffalo                                                                      |
|  | 6    | 204    | Tennessee Titans      | Theo Jackson         | S                  | Tennessee                | SEC                |                                                                                 |
|  | 6    | 205    | Houston Texans        | Austin Deculus       | OT                 | LSU                      | SEC                | da Green Bay                                                                    |
|  | 6    | 206    | Denver Broncos        | Matt Henningsen      | DT                 | Wisconsin                | Big Ten            | da Tampa Bay via N.Y. Jets e Philadelphia                                       |
|  | 6    | 207    | Chicago Bears         | Doug Kramer          | C                  | Illinois                 | Big Ten            | da San Francisco via N.Y. Jets                                                  |
|  | 6    | 208    | Pittsburgh Steelers   | Connor Heyward       | FB                 | Michigan State           | Big Ten            | da Kansas City                                                                  |
|  | 6    | 209    | Buffalo Bills         | Luke Tenuta          | OT                 | Virginia Tech            | ACC                | da Cincinnati                                                                   |
|  | 6    | 210    | New England Patriots  | Chasen Hines         | G                  | LSU                      | SEC                | da L.A. Rams                                                                    |
|  | 6*   | 211    | Los Angeles Rams      | Quentin Lake         | S                  | UCLA                     | Pac-12             |                                                                                 |
|  | 6*   | 212    | Los Angeles Rams      | Derion Kendrick      | CB                 | Georgia                  | SEC                |                                                                                 |
|  | 6*   | 213    | Atlanta Falcons       | John FitzPatrick     | TE                 | Georgia                  | SEC                |                                                                                 |
|  | 6*   | 214    | Los Angeles Chargers  | Ja'Sir Taylor        | CB                 | Wake Forest              | ACC                |                                                                                 |
|  | 6*   | 215    | Arizona Cardinals     | Lecitus Smith        | G                  | Virginia Tech            | ACC                |                                                                                 |
|  | 6*   | 216    | Indianapolis Colts    | Curtis Brooks        | DT                 | Cincinnati               | AAC                |                                                                                 |
|  | 6*   | 217    | Detroit Lions         | James Houston        | LB                 | Jackson State            | SWAC               |                                                                                 |
|  | 6*   | 218    | Tampa Bay Buccaneers  | Ko Kieft             | TE                 | Minnesota                | Big Ten            | da L.A. Rams                                                                    |
|  | 6*   | 219    | Tennessee Titans      | Chance Campbell      | LB                 | Ole Miss                 | SEC                |                                                                                 |
|  | 6*   | 220    | San Francisco 49ers   | Kalia Davis          | DT                 | UCF                      | AAC                |                                                                                 |
|  | 6*   | 221    | San Francisco 49ers   | Tariq Castro-Fields  | CB                 | Penn State               | Big Ten            |                                                                                 |
|  | 7    | 222    | Jacksonville Jaguars  | Montaric Brown       | CB                 | Arkansas                 | SEC                |                                                                                 |
|  | 7    | 223    | Cleveland Browns      | Isaiah Thomas        | DE                 | Oklahoma                 | Big 12             | da Detroit                                                                      |
|  | 7    | 224    | Miami Dolphins        | Cameron Goode        | LB                 | California               | Pac-12             | da Houston via New England e Baltimore                                          |
|  | 7    | 225    | Pittsburgh Steelers   | Mark Robinson        | LB                 | Ole Miss                 | SEC                | da N.Y. Jets                                                                    |
|  | 7    | 226    | Chicago Bears         | Ja'Tyre Carter       | G                  | Southern                 | SWAC               | da N.Y. Giants via Cincinnati                                                   |
|  | 7    | 227    | Minnesota Vikings     | Nick Muse            | TE                 | South Carolina           | SEC                | da Carolina via Las Vegas                                                       |
|  | 7    | 228    | Green Bay Packers     | Tariq Carpenter      | LB                 | Georgia Tech             | ACC                | da Chicago via Houston                                                          |
|  | 7    | 229    | Seattle Seahawks      | Bo Melton            | WR                 | Rutgers                  | Big Ten            |                                                                                 |
|  | 7    | 230    | Washington Commanders | Chris Paul           | G                  | Tulsa                    | AAC                |                                                                                 |
|  | 7    | 231    | Buffalo Bills         | Baylon Spector       | LB                 | Clemson                  | ACC                | da Atlanta                                                                      |
|  | 7    | 232    | Denver Broncos        | Faion Hicks          | DB                 | Wisconsin                | Big Ten            |                                                                                 |
|  | 7    | 233    | Seattle Seahawks      | Dareke Young         | WR                 | Lenoir–Rhyne             | SAC                | da Minnesota via Kansas City                                                    |
|  | 7    | 234    | Green Bay Packers     | Jonathan Ford        | DT                 | Miami (FL)               | ACC                | da Cleveland via Detroit e Denver                                               |
|  | 7    | 235    | Los Angeles Rams      | Daniel Hardy         | LB                 | Montana State            | Big Sky            | da Baltimore via Jacksonville e Tampa Bay                                       |
|  | 7    | 236    | Los Angeles Chargers  | Deane Leonard        | CB                 | Ole Miss                 | SEC                |                                                                                 |
|  | 7    | 237    | Detroit Lions         | Chase Lucas          | CB                 | Arizona State            | Pac-12             | da New Orleans via Philadelphia                                                 |
|  | 7    | 238    | Las Vegas Raiders     | Thayer Munford       | OT                 | Ohio State               | Big Ten            | da Miami via L.A. Rams                                                          |
|  | 7    | 239    | Indianapolis Colts    | Rodney Thomas II     | S                  | Yale                     | Ivy                |                                                                                 |
|  | 7    | 240    | Washington Commanders | Christian Holmes     | CB                 | Oklahoma State           | Big 12             | da Philadelphia via Indianapolis                                                |
|  | 7    | 241    | Pittsburgh Steelers   | Chris Oladokun       | QB                 | South Dakota State       | MVFC               |                                                                                 |
|  | 7    | 242    | Carolina Panthers     | Kalon Barnes         | CB                 | Baylor                   | Big 12             | da New England via Miami                                                        |
|  | 7    | 243    | Kansas City Chiefs    | Jaylen Watson        | CB                 | Washington State         | Pac-12             | da Las Vegas via New England                                                    |
|  | 7    | 244    | Arizona Cardinals     | Christian Matthew    | CB                 | Valdosta State           | Gulf South         |                                                                                 |
|  | 7    | 245    | New England Patriots  | Andrew Stueber       | G                  | Michigan                 | Big Ten            | da Dallas via Houston                                                           |
|  | 7    | 246    | Cleveland Browns      | Dawson Deaton        | C                  | Texas Tech               | Big 12             | da Buffalo                                                                      |
|  | 7    | 247    | Miami Dolphins        | Skylar Thompson      | QB                 | Kansas State             | Big 12             | da Tennessee                                                                    |
|  | 7    | 248    | Tampa Bay Buccaneers  | Andre Anthony        | DE                 | LSU                      | SEC                |                                                                                 |
|  | 7    | 249    | Green Bay Packers     | Rasheed Walker       | OT                 | Penn State               | Big Ten            |                                                                                 |
|  | 7    | 250    | Las Vegas Raiders     | Brittain Brown       | RB                 | UCLA                     | Pac-12             | da San Francisco via Denver e Minnesota                                         |
|  | 7    | 251    | Kansas City Chiefs    | Isiah Pacheco        | RB                 | Rutgers                  | Big Ten            |                                                                                 |
|  | 7    | 252    | Cincinnati Bengals    | Jeffrey Gunter       | DE                 | Coastal Carolina         | SBC                |                                                                                 |
|  | 7    | 253    | Los Angeles Rams      | Russ Yeast           | S                  | Kansas State             | Big 12             |                                                                                 |
|  | 7*   | 254    | Chicago Bears         | Elijah Hicks         | S                  | California               | Pac-12             | da L.A. Chargers                                                                |
|  | 7*   | 255    | Chicago Bears         | Trenton Gill         | P                  | NC State                 | ACC                | da L.A. Chargers                                                                |
|  | 7*   | 256    | Arizona Cardinals     | Jesse Luketa         | LB                 | Penn State               | Big Ten            |                                                                                 |
|  | 7*   | 257    | Arizona Cardinals     | Marquis Hayes        | G                  | Oklahoma                 | Big 12             |                                                                                 |
|  | 7*   | 258    | Green Bay Packers     | Samori Toure         | WR                 | Nebraska                 | Big Ten            |                                                                                 |
|  | 7*   | 259    | Kansas City Chiefs    | Nazeeh Johnson       | S                  | Marshall                 | C-USA              |                                                                                 |
|  | 7*   | 260    | Los Angeles Chargers  | Zander Horvath       | FB                 | Purdue                   | Big Ten            |                                                                                 |
|  | 7*   | 261    | Los Angeles Rams      | A.J. Arcuri          | OT                 | Michigan State           | Big Ten            | da Tampa Bay                                                                    |
|  | 7*   | 262    | San Francisco 49ers   | Brock Purdy          | QB                 | Iowa State               | Big 12             |                                                                                 |

## Scelte compensatorie addizionali
Le scelte compensatorie addizionali per il Draft 2022, assegnate sulla base della risoluzione JC-2A del 2020, sono state:
|     | Squadra             | Scelte addizionali                                 | Motivo |
| --- | ------------------- | -------------------------------------------------- | --- |
| [a] | Cleveland Browns    | n. 1 per il 2022 n. 1 per il 2023                  | I Minnesota Vikings hanno assunto il vicepresidente delle operazioni dei Browns, Kwesi Adofo-Mensah, come direttore generale |
| [b] | Baltimore Ravens    | n. 1 per il 2021 n. 1 per il 2022                  | Gli Houston Texans hanno assunto l'assistente capo allenatore e il coordinatore del gioco di passaggio dei Ravens, David Culley, come capo allenatore                                                                                    |
| [c] | New Orleans Saints  | n. 1 per il 2021 n. 1 per il 2022                  | Gli Atlanta Falcons hanno assunto il direttore dello scouting dei giocatori di college dei Saints, Terry Fontenot, come direttore generale                                                                                               |
| [d] | San Francisco 49ers | n. 1 per il 2021 n. 1 per il 2022 n. 1 per il 2023 | I New York Jets hanno assunto il coordinatore difensivo dei 49ers, Robert Saleh, come capo allenatore e i Washington Commanders hanno assunto il vicepresidente del personale sportivo dei 49ers, Martin Mayhew, come direttore generale |
| [e] | Kansas City Chiefs  | n. 1 per il 2022 n. 1 per il 2023                  | I Chicago Bears hanno assunto il direttore esecutivo del personale sportivo dei Chiefs, Ryan Poles, come direttore generale |
| [f] | Los Angeles Rams    | n. 1 per il 2021 n. 1 per il 2022                  | I Detroit Lions hanno assunto il direttore dello scouting dei giocatori di college dei Rams, Brad Holmes, come direttore generale |
| [g] | San Francisco 49ers | n. 1 per il 2022 n. 1 per il 2023                  | I Miami Dolphins hanno assunto il coordinatore offensivo dei 49ers, Mike McDaniel, come capo allenatore |